# Nikolái Puzánov
Nikolái Vasílievich Puzánov –en ruso, Николай Васильевич Пузанов– (Kyshtym, 7 de abril de 1938-San Petersburgo, 2 de enero de 2008) es un deportista soviético que compitió en biatlón.
Participó en los Juegos Olímpicos de Grenoble 1968, obteniendo una medalla de oro en la prueba por relevos. Ganó cuatro medallas en el Campeonato Mundial de Biatlón entre los años 1962 y 1967.
En 1969 fue galardonado con la Medalla de la Distinción Laboral.

## Palmarés internacional
| Juegos Olímpicos   | Juegos Olímpicos        | Juegos Olímpicos | Juegos Olímpicos |
| Año                | Lugar                   | Medalla          | Prueba           |
| ------------------ | ----------------------- | ---------------- | ---------------- |
| 1968               | Grenoble (Francia)      | Medalla de oro   | Relevo           |
| Campeonato Mundial |                         |                  |                  |
| Año                | Lugar                   | Medalla          | Prueba           |
| 1962               | Hämeenlinna (Finlandia) | Medalla de oro   | Equipo           |
| 1965               | Elverum (Noruega)       | Medalla de plata | Individual       |
| 1965               | Elverum (Noruega)       | Medalla de plata | Equipo           |
| 1967               | Altenberg (RDA)         | Medalla de plata | Relevo           |